# Juan Pablo Montoya
Juan Pablo Montoya Roldán (Bogotá, 20 de setembro de 1975) é um automobilista colombiano. Ele é um dos poucos pilotos a ter participado na NASCAR, na Fórmula 1, Champ Car (então CART) e na IRL. Após um período de sete anos no NASCAR Sprint Cup Series, pilotando pela Chip Ganassi Racing, ele retornou para a IndyCar Series em 2014, dirigindo-se para a Team Penske.
Os seus destaques da carreira incluem o triunfo nas 500 milhas de Indianápolis de 2000 e da corrida de 2015, a Fórmula 3000 Internacional em 1998 e o CART FedEx Championship Series em 1999, além de vitórias em algumas das corridas mais prestigiadas do mundo. Ele é um dos únicos pilotos a vencer as 500 milhas de Indianápolis e 24 horas de Daytona na primeira tentativa. Montoya é um dos dois pilotos a vencer o título de CART (conhecida no Brasil como Fórmula Mundial) em seu ano de novato (Nigel Mansell conseguiu este feito na temporada de 1993 da CART). Ele venceu o Grande Prêmio do Mônaco e 500 milhas de Indianápolis ao mesmo tempo, o que faz com que seja um dos poucos pilotos que ganhou duas partes da Tríplice Coroa do Automobilismo (Graham Hill é o único piloto que possui as três pernas da Tríplice Coroa).
Com estas estatísticas, Montoya tornou-se um vencedor de corridas (começando em cada caso no seu ano de estreia) na Fórmula 1, CART, IndyCar, Rolex 24 at Daytona e NASCAR o que iguala o respeitável calibre de sucesso de Mario Andretti (exceto no Campeonato Mundial de Fórmula 1); e feitos históricos, bem como Dan Gurney, sendo um vencedor na IndyCar/F1/NASCAR.
Em outubro de 2009, Montoya foi classificado em 30° em uma lista de 50 melhores pilotos de carros de Fórmula 1 (7 vitórias, terminou em terceiro em 2002 e em 2003, correndo 6 temporadas) de todos os tempos pelo jornal britânico Times Online. O mesmo também detém o recorde de volta mais rápida da história da Fórmula 1, com o tempo de 1min 19s 525 em Monza.

## Carreira
Aos nove anos, já estava ganhando seu primeiro título nacional de Karting. Em 1986 ganhou a categoria júnior em karts. Para os próximos três anos, ele ganhou diferentes títulos nacionais e internacionais na categoria Kart Komet. Vence o Campeonato Mundial de Junior Kart em 1990 e 1991.
Em 1992, Montoya seguido na Fórmula Renault em Colômbia. Nesse mesmo ano participou na série americana Barber Pro Series.
Para 1993 participou no Campeonato Swift GTI, que quase completamente dominado por ele ao ganhar 7 das 8 corridas.
1994 foi um ano muito ocupado para Montoya, uma vez que ele competiu em 3 diferentes categorias: Campeonato de Kart 125 da Sudam, Barber Pro Series (onde foi o terceiro) e Fórmula N-mexicana (que ganhou o título), também nesse ano formou a sua escola.
Nos próximos três anos, participou em categorias diferentes, sempre alcançando bons resultados. Em 1995 foi o terceiro lugar na Fórmula Vauxhall Britânica, venceu as seis horas de Bogotá, impondo um novo recorde da pista.
Competiu em Fórmula 3 Britânica em 1996 e foi classificado em terceiro na tabela final e pela sua grande participação conseguiu um cockpit para rodar em Fórmula 3000. Ele também participou do Masters de Fórmula 3, fazendo um quarto lugar e repetiu outro triunfo nas seis horas de Bogotá, o tempo que competiram na corrida de Silverstone da Deutsche Tourenwagen Meisterschaft para Mercedes-Benz.

### Fórmula 3000
Em 1997, competiu com a equipe de Marko na Fórmula 3000 Internacional, terminando em segundo lugar. Neste ano, o agente de Montoya, David Sears, fez seu piloto ser notado por Frank Williams, proprietário da Williams, que o contratou como um piloto de testes. O colombiano mostrou sua velocidade em Jerez de la Frontera com tempos muito próximos a Jacques Villeneuve (campeão daquele ano) e o resto dos testes em que participaram.
Em 1998, Montoya disputou novamente a Fórmula 3000 Internacional, em que foi campeão a frente de Nick Heidfeld e Gonzalo Rodríguez, com quatro vitórias e nove pódios e sete poles em 12 corridas. Destaca a sua participação na Grande Prêmio de Pau, onde ele venceu brilhantemente colocando uma volta de vantagem para o vice-campeão.

### CART
Em 1999, após o time inglês Williams e Chip Ganassi, mudou-se para o outro lado do Atlântico e participou da categoria CART na Estados Unidos da América. Em seu primeiro ano foi brilhantemente coroado campeão em um campeonato que foi definido na última corrida, depois de uma temporada renhida com o escocês Dario Franchitti; como Alex Zanardi se esforçou em Fórmula 1 em uma Williams que não poderia pilotar. Montoya venceu sete corridas. Os três primeiros ganharam na linha que começa com Long Beach, Nazareth Speedway e Autódromo Internacional Nelson Piquet, depois Cleveland e continuou outra sequência de três vitórias com Mid-Ohio (onde venceu o também colombiano na temporada de 1987 Roberto Guerrero) e em Chicago (propriedade da Ganassi) e Vancouver. Ele também conseguiu sete poles e consagrou-se como o piloto mais jovem a ganhar nesta categoria de 24 anos de idade e o melhor estreante da história da mesma.
Durante a 2000, manteve-se na mesma equipe, mas a mudança do chassi (um Lola) e motor (um Toyota), produziu mudanças significativas na confiabilidade, desempenho do veículo e equipamentos variáveis, o que o impediu de alcançar pelo menos 5 vitórias que tinham quase garantido como Nazareth, Fontana, Laguna Seca, Road America. Isto é assim independentemente da disputa sobre um novo título, terminando em nono na classificação geral, ganhando 3 corridas, tudo em ovais: Milwaukee Mile (o primeiro terminou esse ano e a primeira vitória para a Toyota na CART), as 500 milhas de Michigan, considerada uma das finais mais espetaculares (disputa renhida com Michael Andretti) e finalmente disputou a categoria; e uma última vitória em Gateway. Além disso, fez 7 poles (4 seguidas) e 6 voltas mais rápidas. Nesse mesmo ano ganhou sua mais famosa conquista para ganhar a corrida lendária das 500 milhas de Indianápolis em sua primeira tentativa, então a data da Indy Racing League (atual IndyCar).

### Fórmula 1

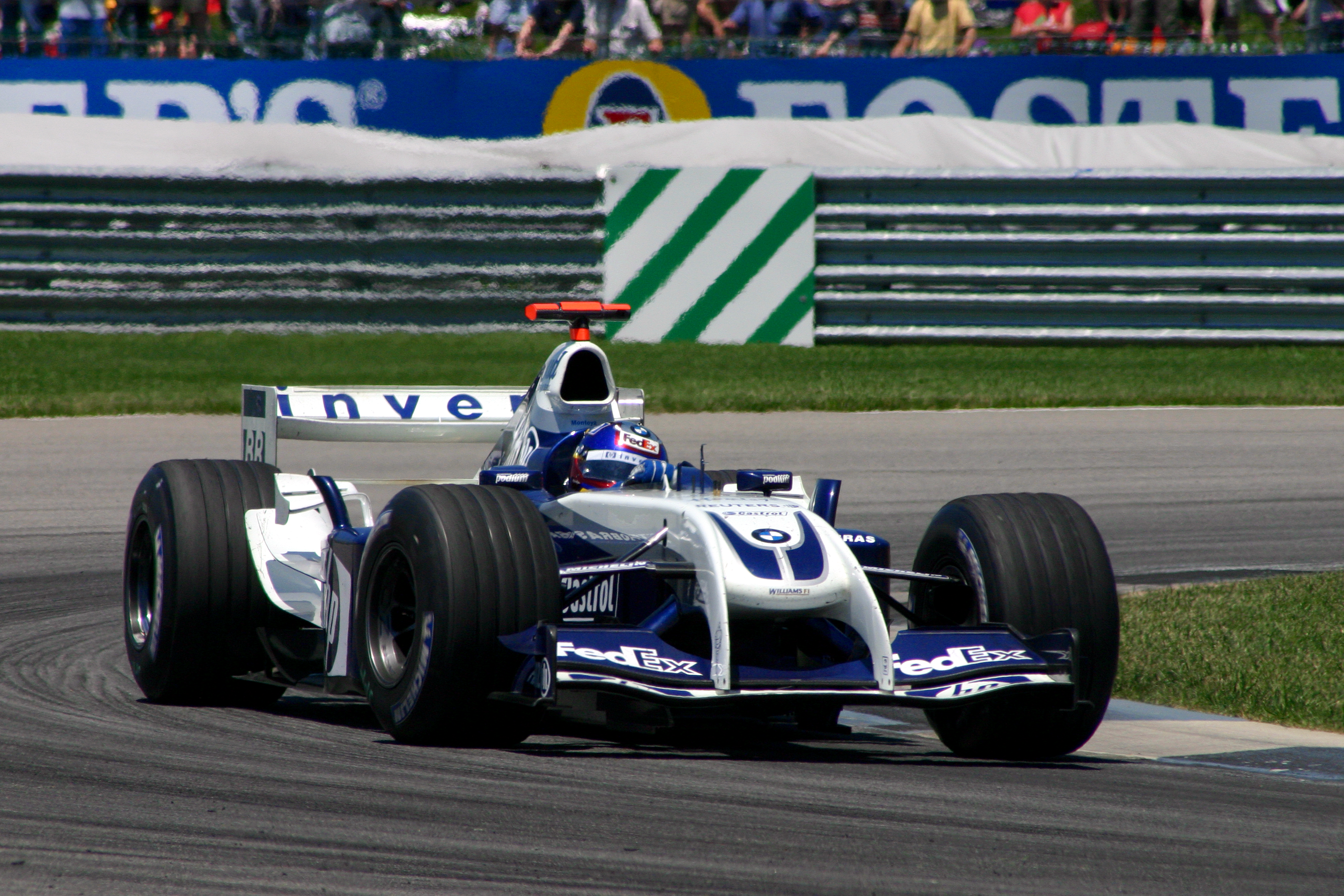
Montoya pela Williams em 2004.

Montoya fez sua estreia na Fórmula 1 em 2001 pela equipe de Frank Williams, da qual já havia sido piloto de testes. Em sua terceira corrida, ele surpreende a todos com uma linda ultrapassagem sobre o então tricampeão Michael Schumacher. Montoya liderava a corrida até que, numa atitude desastrada, o neerlandês Jos Verstappen tirou-o da prova. Apesar disso, ainda conseguiu terminar sua primeira temporada na F1 com uma vitória e três pole positions.
Em sua segunda temporada (2002), já com certa experiência na categoria, conquistou 7 poles e marcou 50 pontos e, a despeito de não ter vencido nenhuma corrida, ficou apenas atrás dos dois pilotos da Ferrari no final do campeonato. No ano seguinte, lutou pelo título até a penúltima prova, mas acabou perdendo a disputa, terminando novamente em terceiro, com 82 pontos, duas vitórias e uma pole.
Em 2004, sua equipe enfrentou vários problemas: um projeto malsucedido da Williams, além de divergências entre ela e sua fornecedora de motores, acabaram por frustrar as chances de Montoya no campeonato. Por conta desses motivos, acabou aceitando uma proposta da McLaren.

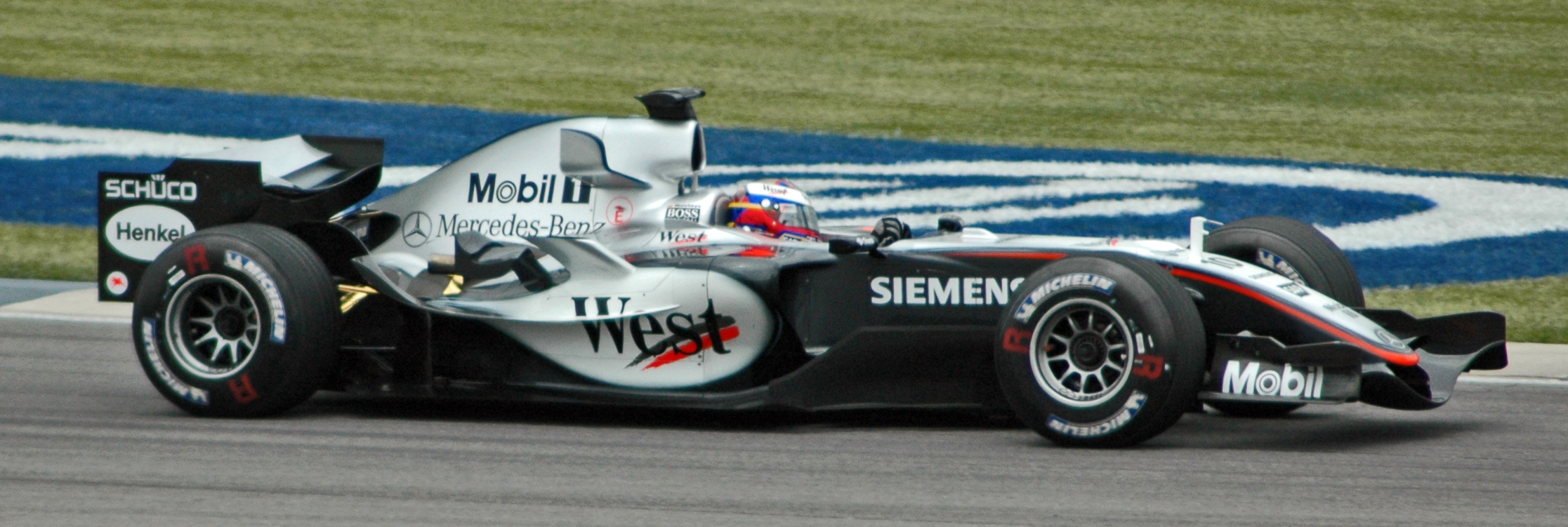
Montoya no GP dos Estados Unidos de 2005 pela McLaren.

Em sua nova equipe, Montoya sofreu um acidente, noticiado oficialmente como tendo acontecido num jogo de tênis (embora a imprensa especulasse que foi, na verdade, um acidente de moto), que o deixou ausente de duas provas.
Recordes na Fórmula 1
- Maior velocidade média (nos treinos): 262,242 km/h, Monza, Grande Prêmio da Itália de 2004
- Velocidade média mais rápida de um pole position: 259,844 km/h, Monza, Grande Prêmio da Itália em 2003
- Velocidade máxima: velocidade de 372,6 km/h do Grande Prêmio da Itália de 2005

### NASCAR

#### Temporada 2006
2006 foi o ano em que culminou sua carreira na Fórmula 1, para dar lugar a uma nova etapa em sua carreira, desta vez na categoria NASCAR dos Estados Unidos, formando uma parte da equipe de seu antigo chefe da CART, Chip Ganassi. No final deste ano, começou seu período de adaptação para a NASCAR, iniciando-se na Busch Series (o segundo maior na NASCAR atrás do NEXTEL Cup) em que competiu em três ocasiões (uma retirada). Então, nesse mesmo ano de 2006, fez mais uma aparição, mas desta vez, na NEXTEL Cup, no qual, não poderia terminar (com o carro nº30).

#### Temporada 2007

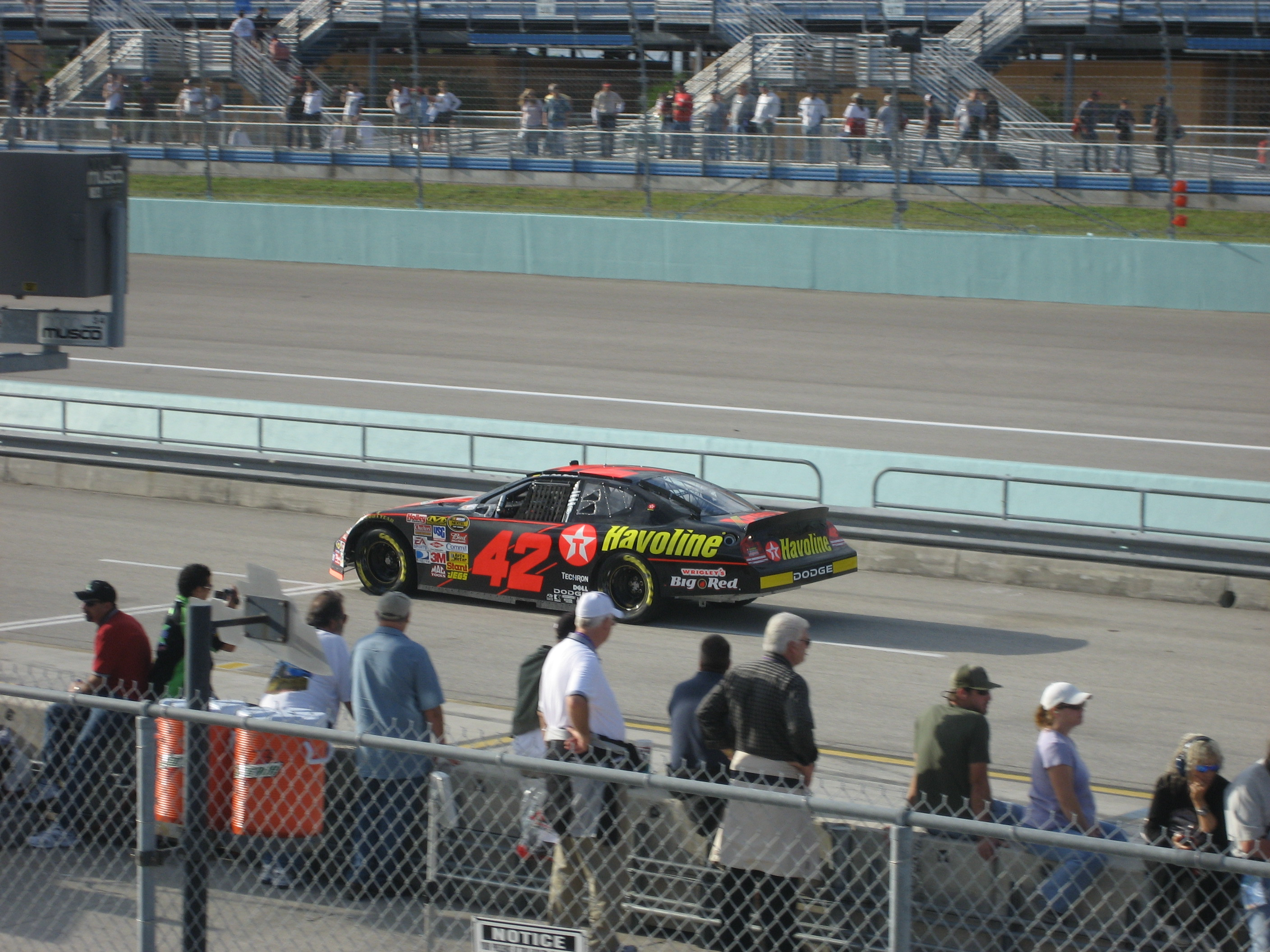
Carro de Montoya na NASCAR em 2007.

Em 2007, foi anunciado que seria parte dos pilotos da famosa corrida de resistência americana - as 24 horas de Daytona - algo que não era esperado, mas que saiu vitorioso, junto com seus companheiros do veículo: Scott Pruett (americano) e Salvador Durán (mexicano), com o carro número um, a equipe Ganassi. Mais tarde, 4 de março de 2007, obteve sua primeira vitória no NASCAR Busch Series, no circuito de Cidade do México (México), Autódromo Hermanos Rodriguez.
24 de junho de 2007 torna-se o primeiro latino a ganhar uma competição na categoria NEXTEL Cup, no circuito misto de Infineon Raceway em Toyota / Save Mart 350 e estabelecendo um recorde de ganhar vitórias.
Em 18 de novembro de 2007 consagrou-se como o Rookie do Ano na NASCAR Sprint Cup, depois de ser o melhor estreante em 36 competições do número máximo de NASCAR e no final da temporada na posição 20, com 3487 pontos.
Após a corrida no circuito de Watkins Glen, o colombiano teve uma discussão acalorada com americano Kevin Harvick, que culpou Juan Pablo de removê-lo da competição.

#### Temporada 2009
A equipe de Chip Ganassi quer ser mais competitiva, então faz uma fusão com o time de Teresa Earnhardt, Dale Earnhardt Inc. e passa a chamar-se Earnhardt Ganassi Racing. Nsta etapa, a equipe de Montoya corre com motores Chevrolet, que são muito mais competitivos.
- Montoya conseguiu sua primeira pole position na Nascar no dia de 24 de abril 2009, em pista Talladega para a marca de 188,171 km/h.[5]
- Para a vigésima-primeira data da NASCAR Sprint Cup, Juan Pablo Montoya já está na posição n°8, de classificação para a fase final do campeonato, conhecido como "Chase". A campanha de 2009 de Montoya na Nascar Sprint Cup, tem sido a melhor desde que veio para esta categoria, obtendo um top 5, top dez 10, uma pole position, com um total de 2631 pontos, 557 em relação ao líder, Tony Stewart.

Ultimamente, uma de suas melhores corridas foi em Indianápolis, onde liderou por 106 voltas, mas a punição por ter excedido o limite de velocidade, acabou terminando em 11º lugar.
- Estatisticamente destina-se a história que o Montoya é o único piloto que correu em três carros de corridas (Fórmula 1, IndyCar e NASCAR) que já correu no oval de Indianápolis. Ele liderou o caminho do seu triunfo nas 500 Milhas de Indianápolis de 2000, levado em sua Williams para o Grande Prêmio dos Estados Unidos do Campeonato Mundial da Fórmula 1.
- Em 12 de setembro de 2009 novamente Montoya faz história, classificando-se ao Chase na Nascar Sprint Cup, graças ao qual, na ausência de apenas 10 corre apenas 40 pontos separá-lo, pela primeira vez na NASCAR, um piloto não-americano é classificado ao assunto desde que ele foi implementado em 2004.

#### Temporada 2010
Montoya começou a temporada de 2010 para ganhar as 24 Horas de Daytona, liderando por 4 horas, mas uma falha de motor impediu uma vitória possível. Em 9 de agosto, vence em Watkins Glen, com uma vantagem de 4,7 segundos antes do norte-americano Kurt Busch.

#### Temporada 2011

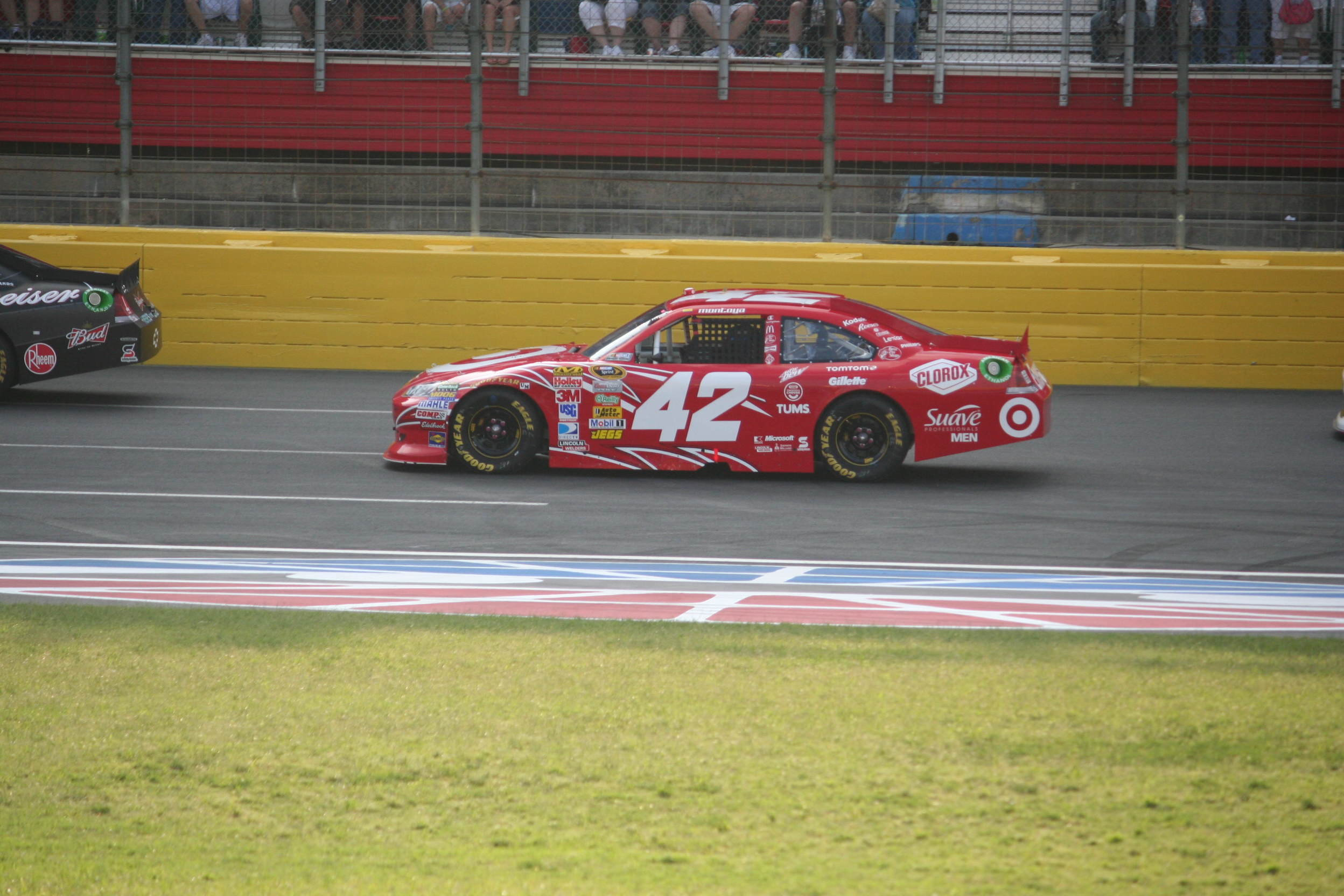
Carro de Montoya na NASCAR em 2011.

Apesar de começar com um 2º lugar nas 24 horas de Daytona, em 2011 foi pior do que em 2010, pois Montoya não ganhou nenhuma corrida, com um 3º lugar e um pole position como registros mais notáveis.

#### Temporada 2013
Na corrida no Richmond International Raceway, Montoya quase marcou sua primeira vitória em um oval na NASCAR Sprint Cup, mas foi superado e terminou em quarto por causa de uma bandeira amarela 3 voltas para o final. Ele também esteve perto de vencer em Dover, mas acabou sendo superado pelo Tony Stewart na ausência de três voltas. Em Sonoma, Montoya correu em segundo, mas ficou sem combustível na última volta e caiu 32 posições, terminando a 34° posição. Com um total de quatro top 5 e 8 top 10, o colombiano terminou 21ª posição na tabela de pontos.
Em 13 de agosto de 2013, foi anunciado que o contrato do Montoya com Earnhardt Ganassi Racing não seria renovado para a temporada de 2014, fechou o último dos seus oito anos na NASCAR com o registro de duas vitórias, 24 top 5 e nove poles positions na NASCAR.

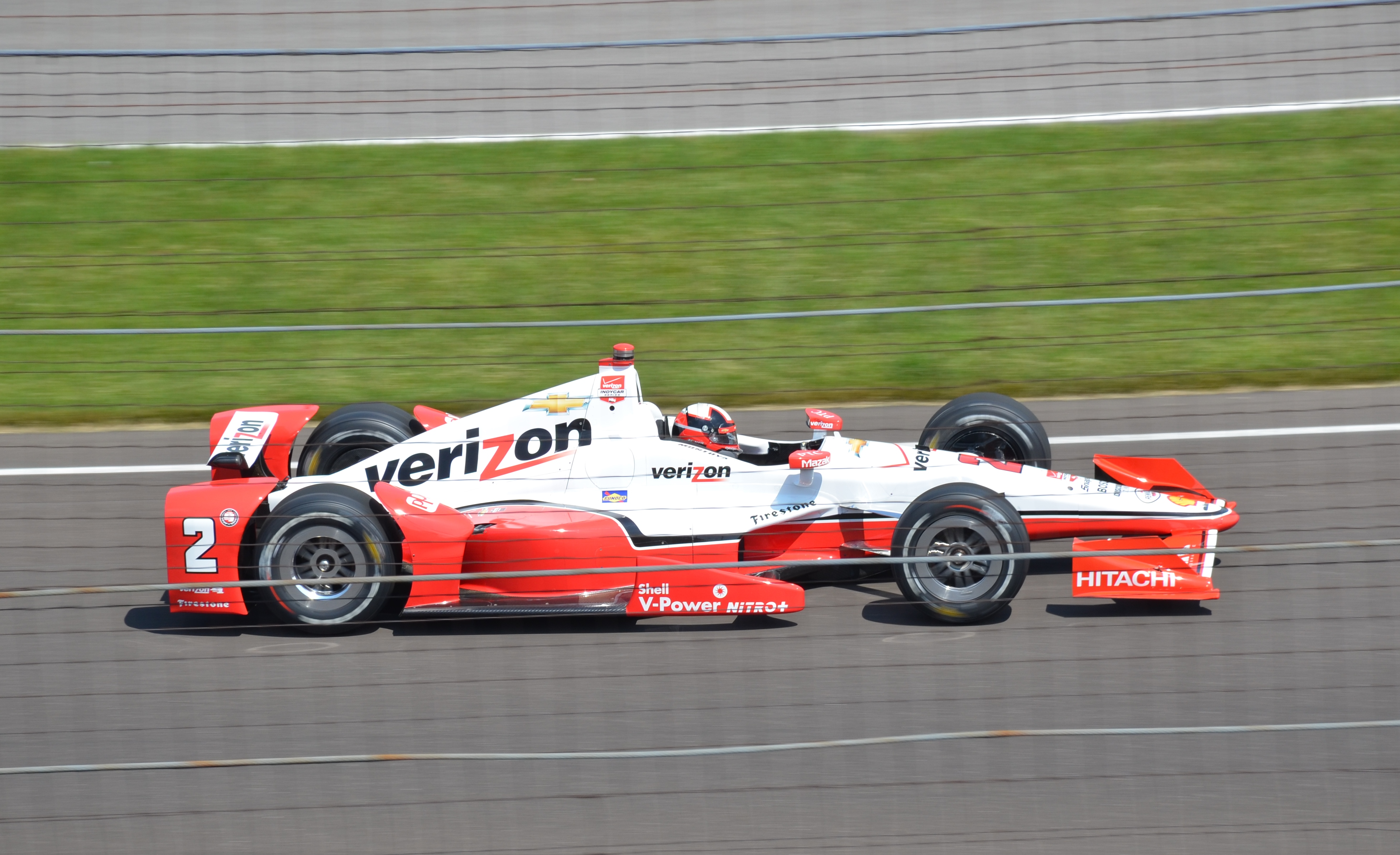
Montoya nas 500 Milhas de Indianápolis de 2015.

### Retorno à Fórmula Indy
Em 16 de setembro de 2013, Juan Pablo Montoya acertou sua volta à Indy. Depois de ser dispensado da Ganassi na Nascar, o colombiano assinou contrato com a Penske para pilotar o terceiro carro da tradicional equipe na temporada de 2014, tendo como companheiros de equipe o brasileiro Helio Castroneves e o australiano Will Power.

## Resultados

### IndyCar Series
(Corrida em negrito indica pole position e corrida em itálico indica volta mais rápida)

| 2015 | Penske       | Dallara DW12 | Chevrolet  | F | STP 1  | NOL 5 | LBH 3  | ALA 14 | IMS 3  | INDY 1  | DET1 10 | DET2 10 | TXS 4  | TOR 7  | FON 4 | MIL 4  | IOW 24  | MDO 11  | POC 3  | SNM 6 |       |       | 556 | 2º  |
| 2014 | Penske       | Dallara DW12 | Chevrolet  | F | STP 15 | LBH 4 | ALA 21 | IMS 16 | INDY 5 | DET1 12 | DET2 13 | TXS 3   | HOU1 2 | HOU2 7 | POC 1 | IOW 16 | TOR1 18 | TOR2 19 | MDO 11 | MIL 2 | SNM 5 | FON 4 | 586 | 4º  |
| 2000 | Chip Ganassi | G-Force      | Oldsmobile | F |        |       |        | INDY 1 |        |         |         |         |        |        |       |        |         |         |        |       |       |       | 54  | 25º |

### 500 Milhas de Indianápolis[10]
| 2015 | 1  | Penske       | Dallara | Chevrolet  | F |
| 2014 | 5  | Penske       | Dallara | Chevrolet  | F |
| 2000 | 1  | Chip Ganassi | G-Force | Oldsmobile | F |
| 2016 | 33 | Penske       | Dallara | Chevrolet  | F |

(Corrida em negrito indica pole position e corrida em itálico indica volta mais rápida)

### CART
(Corrida em negrito indica pole position e corrida em itálico indica volta mais rápida)

| 2000 | Ganassi | Lola    | Toyota | F | MIA 23 | LBH 19 | RJ 22 | MOT 7 | NAZ 4 | MIL 1  | DET 18 | POR 17 | CLE 6 | TOR 24 | MCH 1  | CHI 12 | MDO 24 | ROA 16 | VAN 17 | LAG 6 | GAT 1 | HOU 2  | SRF 24 | FON 10 | 126 | 9º |
| 1999 | Ganassi | Reynard | Honda  | F | MIA 10 | MOT 13 | LBH 1 | NAZ 1 | RJ 1  | GAT 11 | MIL 10 | POR 2  | CLE 1 | ROA 13 | TOR 22 | MCH 2  | DET 17 | MDO 1  | CHI 1  | VAN 1 | LAG 8 | HOU 25 | SRF 16 | FON 4  | 212 | 1º |

### Fórmula 1
(Legenda) (Corrida em negrito indica pole position e corrida em itálico indica volta mais rápida)

| 2006 | Team McLaren Mercedes                       | McLaren MP4-21 | Mercedes FO 108S 2.4 V8          | M | BAR 5   | MAL 4   | AUS Ret | SMR 3   | EUR Ret | ESP Ret | MON 2   | GBR 6   | CAN Ret | EUA Ret | FRA   | ALE     | HUN     | TUR     | ITA     | CHN     | JAP   | BRA     |         | 26 | 8º |
| 2005 | West McLaren Mercedes Team McLaren Mercedes | McLaren MP4-20 | MercedesMercedes FO 110R 3.0 V10 | M | AUS 6   | MAL 4   | BAR NP  | SMR NP  | ESP 7   | MON 5   | EUR 7   | CAN DSQ | EUA NL  | FRA Ret | GBR 1 | ALE 2   | HUN Ret | TUR 3   | ITA 1   | BEL 14  | BRA 1 | JAP Ret | CHN Ret | 60 | 4º |
| 2004 | BMW Williams F1 Team                        | Williams FW26  | BMW P84 3.0 V10                  | M | AUS 5   | MAL 2   | BAR 13  | SMR 3   | ESP Ret | MON 4   | EUR 8   | CAN DSQ | EUA DSQ | FRA 8   | GBR 5 | ALE 5   | HUN 4   | BEL Ret | ITA 5   | CHN 5   | JAP 7 | BRA 1   |         | 58 | 5º |
| 2003 | BMW Williams F1 Team                        | Williams FW25  | BMW P83 3.0 V10                  | M | AUS 2   | MAL 12  | BRA Ret | SMR 7   | ESP 4   | AUT Ret | MON 1   | CAN 3   | EUR 2   | FRA 2   | GBR 2 | ALE 1   | HUN 3   | ITA 2   | EUA 6   | JAP Ret |       |         |         | 82 | 3º |
| 2002 | BMW Williams F1 Team                        | Williams FW24  | BMW P82 3.0 V10                  | M | AUS 2   | MAL 2   | BRA 5   | SMR 4   | ESP 2   | AUT 3   | MON Ret | CAN Ret | EUR Ret | GBR 3   | FRA 4 | ALE 2   | HUN 11  | BEL 3   | ITA Ret | EUA 4   | JAP 4 |         |         | 50 | 3º |
| 2001 | BMW Williams F1 Team                        | Williams FW23  | BMW P80 3.0 V10                  | M | AUS Ret | MAL Ret | BRA Ret | SMR Ret | ESP 2   | AUT Ret | MON Ret | CAN Ret | EUR 2   | FRA Ret | GBR 4 | ALE Ret | HUN 8   | BEL Ret | ITA 1   | EUA Ret | JAP 2 |         |         | 31 | 6º |

### NASCAR
(Legenda) (Corrida em negrito indica pole position e * indica maior número de voltas lideradas)

#### Sprint Cup Series
| NASCAR Sprint Cup Series | NASCAR Sprint Cup Series | NASCAR Sprint Cup Series | NASCAR Sprint Cup Series | NASCAR Sprint Cup Series | NASCAR Sprint Cup Series | NASCAR Sprint Cup Series | NASCAR Sprint Cup Series | NASCAR Sprint Cup Series | NASCAR Sprint Cup Series | NASCAR Sprint Cup Series | NASCAR Sprint Cup Series | NASCAR Sprint Cup Series | NASCAR Sprint Cup Series | NASCAR Sprint Cup Series | NASCAR Sprint Cup Series | NASCAR Sprint Cup Series | NASCAR Sprint Cup Series | NASCAR Sprint Cup Series | NASCAR Sprint Cup Series | NASCAR Sprint Cup Series | NASCAR Sprint Cup Series | NASCAR Sprint Cup Series | NASCAR Sprint Cup Series | NASCAR Sprint Cup Series | NASCAR Sprint Cup Series | NASCAR Sprint Cup Series | NASCAR Sprint Cup Series | NASCAR Sprint Cup Series | NASCAR Sprint Cup Series | NASCAR Sprint Cup Series | NASCAR Sprint Cup Series | NASCAR Sprint Cup Series | NASCAR Sprint Cup Series | NASCAR Sprint Cup Series | NASCAR Sprint Cup Series | NASCAR Sprint Cup Series | NASCAR Sprint Cup Series | NASCAR Sprint Cup Series | NASCAR Sprint Cup Series | NASCAR Sprint Cup Series | NASCAR Sprint Cup Series |
| Temporada                | Equipe                   | No.                      | Fabricante               | 1                        | 2                        | 3                        | 4                        | 5                        | 6                        | 7                        | 8                        | 9                        | 10                       | 11                       | 12                       | 13                       | 14                       | 15                       | 16                       | 17                       | 18                       | 19                       | 20                       | 21                       | 22                       | 23                       | 24                       | 25                       | 26                       | 27                       | 28                       | 29                       | 30                       | 31                       | 32                       | 33                       | 34                       | 35                       | 36                       | Pos                      | Pontos                   |
| ------------------------ | ------------------------ | ------------------------ | ------------------------ | ------------------------ | ------------------------ | ------------------------ | ------------------------ | ------------------------ | ------------------------ | ------------------------ | ------------------------ | ------------------------ | ------------------------ | ------------------------ | ------------------------ | ------------------------ | ------------------------ | ------------------------ | ------------------------ | ------------------------ | ------------------------ | ------------------------ | ------------------------ | ------------------------ | ------------------------ | ------------------------ | ------------------------ | ------------------------ | ------------------------ | ------------------------ | ------------------------ | ------------------------ | ------------------------ | ------------------------ | ------------------------ | ------------------------ | ------------------------ | ------------------------ | ------------------------ | ------------------------ | ------------------------ |
| 2006                     | Chip Ganassi Racing      | 30                       | Dodge                    | DAY                      | CAL                      | LVS                      | ATL                      | BRI                      | MAR                      | TEX                      | PHO                      | TAL                      | RCH                      | DAR                      | CLT                      | DOV                      | POC                      | MCH                      | SON                      | DAY                      | CHI                      | NHA                      | POC                      | IND                      | GLN                      | MCH                      | BRI                      | CAL                      | RCH                      | NHA                      | DOV                      | KAN                      | TAL                      | CLT                      | MAR                      | ATL                      | TEX                      | PHO                      | HOM 34                   | 69th                     | 61                       |
| 2007                     | Chip Ganassi Racing      | 42                       | Dodge                    | DAY 19                   | CAL 26                   | LVS 22                   | ATL 5                    | BRI 32                   | MAR 16                   | TEX 8                    | PHO 33                   | TAL 31                   | RCH 26                   | DAR 23                   | CLT 28                   | DOV 31                   | POC 20                   | MCH 43                   | SON 1                    | NHA 19                   | DAY 32                   | CHI 15                   | IND 2                    | POC 16                   | GLN 39                   | MCH 26                   | BRI 17                   | CAL 33                   | RCH 41                   | NHA 23                   | DOV 10                   | KAN 28                   | TAL 15                   | CLT 37                   | MAR 8                    | ATL 34                   | TEX 25                   | PHO 17                   | HOM 15                   | 20th                     | 3487                     |
| 2008                     | Chip Ganassi Racing      | 42                       | Dodge                    | DAY 32                   | CAL 20                   | LVS 19                   | ATL 16                   | BRI 15                   | MAR 13                   | TEX 19                   | PHO 16                   | TAL 2                    | RCH 32                   | DAR 23                   | CLT 30                   | DOV 12                   | POC 38                   | MCH 38                   | SON 6                    | NHA 32                   | DAY 38                   | CHI 18                   | IND 38                   | POC 40                   | GLN 4                    | MCH 25                   | BRI 19                   | CAL 20                   | RCH 31                   | NHA 17                   | DOV 39                   | KAN 20                   | TAL 25                   | CLT 34                   | MAR 14                   | ATL 40                   | TEX 43                   | PHO 17                   | HOM 17                   | 25th                     | 3329                     |
| 2009                     | Earnhardt Ganassi Racing | 42                       | Chevy                    | DAY 14                   | CAL 11                   | LVS 31                   | ATL 27                   | BRI 9                    | MAR 12                   | TEX 7                    | PHO 24                   | TAL 20                   | RCH 10                   | DAR 20                   | CLT 8                    | DOV 30                   | POC 8                    | MCH 6                    | SON 6                    | NHA 12                   | DAY 9                    | CHI 10                   | IND 11                   | POC 2                    | GLN 6                    | MCH 19                   | BRI 25                   | ATL 3                    | RCH 19                   | NHA 3                    | DOV 4                    | KAN 4                    | CAL 3                    | CLT 35                   | MAR 3                    | TAL 19                   | TEX 37                   | PHO 8                    | HOM 38                   | 8th                      | 6252                     |
| 2010                     | Earnhardt Ganassi Racing | 42                       | Chevy                    | DAY 10                   | CAL 37                   | LVS 37                   | ATL 3                    | BRI 26                   | MAR 36                   | PHO 5                    | TEX 34                   | TAL 3                    | RCH 6                    | DAR 5                    | DOV 35                   | CLT 38                   | POC 8                    | MCH 13                   | SON 10                   | NHA 34                   | DAY 27                   | CHI 16                   | IND 32                   | POC 16                   | GLN 1                    | MCH 7                    | BRI 7                    | ATL 9                    | RCH 7                    | NHA 16                   | DOV 14                   | KAN 29                   | CAL 14                   | CLT 11                   | MAR 19                   | TAL 3                    | TEX 28                   | PHO 16                   | HOM 35                   | 17th                     | 4118                     |
| 2011                     | Earnhardt Ganassi Racing | 42                       | Chevy                    | DAY 6                    | PHO 19                   | LVS 3                    | BRI 24                   | CAL 10                   | MAR 4                    | TEX 13                   | TAL 30                   | RCH 29                   | DAR 23                   | DOV 32                   | CLT 12                   | KAN 17                   | POC 7                    | MCH 30                   | SON 22                   | DAY 9                    | KEN 15                   | NHA 30                   | IND 28                   | POC 32                   | GLN 7                    | MCH 25                   | BRI 19                   | ATL 15                   | RCH 15                   | CHI 14                   | NHA 9                    | DOV 22                   | KAN 23                   | CLT 14                   | TAL 23                   | MAR 22                   | TEX 18                   | PHO 15                   | HOM 31                   | 21st                     | 932                      |
| 2012                     | Earnhardt Ganassi Racing | 42                       | Chevy                    | DAY 36                   | PHO 11                   | LVS 25                   | BRI 8                    | CAL 17                   | MAR 21                   | TEX 16                   | KAN 12                   | RCH 12                   | TAL 32                   | DAR 24                   | CLT 20                   | DOV 28                   | POC 17                   | MCH 8                    | SON 34                   | KEN 14                   | DAY 28                   | NHA 25                   | IND 21                   | POC 20                   | GLN 33                   | MCH 26                   | BRI 13                   | ATL 21                   | RCH 20                   | CHI 23                   | NHA 22                   | DOV 26                   | TAL 38                   | CLT 19                   | KAN 16                   | MAR 20                   | TEX 34                   | PHO 12                   | HOM 28                   | 22nd                     | 810                      |
| 2013                     | Earnhardt Ganassi Racing | 42                       | Chevy                    | DAY 39                   | PHO 12                   | LVS 19                   | BRI 30                   | CAL 38                   | MAR 26                   | TEX 20                   | KAN 27                   | RCH 4                    | TAL 25                   | DAR 8                    | CLT 18                   | DOV 2                    | POC 14                   | MCH 20                   | SON 34                   | KEN 16                   | DAY 39                   | NHA 24                   | IND 9                    | POC 28                   | GLN 5                    | MCH 11                   | BRI 3                    | ATL 7                    | RCH 16                   | CHI 32                   | NHA 19                   | DOV 23                   | KAN 18                   | CLT 12                   | TAL 41                   | MAR 13                   | TEX 20                   | PHO 6                    | HOM 18                   | 21st                     | 894                      |
| 2014                     | Team Penske              | 12                       | Ford                     | DAY                      | PHO                      | LVS                      | BRI                      | CAL                      | MAR                      | TEX                      | DAR                      | RCH                      | TAL                      | KAN                      | CLT                      | DOV                      | POC                      | MCH 18                   | SON                      | KEN                      | DAY                      | NHA                      | IND 23                   | POC                      | GLN                      | MCH                      | BRI                      | ATL                      | RCH                      | CHI                      | NHA                      | DOV                      | KAN                      | CLT                      | TAL                      | MAR                      | TEX                      | PHO                      | HOM                      | 48th                     | 47                       |

##### Daytona 500
| Ano  | Equipe                   | Fabricante | Largada | Final |
| ---- | ------------------------ | ---------- | ------- | ----- |
| 2007 | Chip Ganassi Racing      | Dodge      | 36      | 19    |
| 2008 | Chip Ganassi Racing      | Dodge      | 15      | 32    |
| 2009 | Earnhardt Ganassi Racing | Chevrolet  | 8       | 14    |
| 2010 | Earnhardt Ganassi Racing | Chevrolet  | 8       | 10    |
| 2011 | Earnhardt Ganassi Racing | Chevrolet  | 13      | 6     |
| 2012 | Earnhardt Ganassi Racing | Chevrolet  | 35      | 36    |
| 2013 | Earnhardt Ganassi Racing | Chevrolet  | 7       | 39    |

#### Nationwide Series
| NASCAR Nationwide Series | NASCAR Nationwide Series | NASCAR Nationwide Series | NASCAR Nationwide Series | NASCAR Nationwide Series | NASCAR Nationwide Series | NASCAR Nationwide Series | NASCAR Nationwide Series | NASCAR Nationwide Series | NASCAR Nationwide Series | NASCAR Nationwide Series | NASCAR Nationwide Series | NASCAR Nationwide Series | NASCAR Nationwide Series | NASCAR Nationwide Series | NASCAR Nationwide Series | NASCAR Nationwide Series | NASCAR Nationwide Series | NASCAR Nationwide Series | NASCAR Nationwide Series | NASCAR Nationwide Series | NASCAR Nationwide Series | NASCAR Nationwide Series | NASCAR Nationwide Series | NASCAR Nationwide Series | NASCAR Nationwide Series | NASCAR Nationwide Series | NASCAR Nationwide Series | NASCAR Nationwide Series | NASCAR Nationwide Series | NASCAR Nationwide Series | NASCAR Nationwide Series | NASCAR Nationwide Series | NASCAR Nationwide Series | NASCAR Nationwide Series | NASCAR Nationwide Series | NASCAR Nationwide Series | NASCAR Nationwide Series | NASCAR Nationwide Series | NASCAR Nationwide Series | NASCAR Nationwide Series |
| Temporada                | Equipe                   | No.                      | Fabricante               | 1                        | 2                        | 3                        | 4                        | 5                        | 6                        | 7                        | 8                        | 9                        | 10                       | 11                       | 12                       | 13                       | 14                       | 15                       | 16                       | 17                       | 18                       | 19                       | 20                       | 21                       | 22                       | 23                       | 24                       | 25                       | 26                       | 27                       | 28                       | 29                       | 30                       | 31                       | 32                       | 33                       | 34                       | 35                       | Pos                      | Pontos                   |
| ------------------------ | ------------------------ | ------------------------ | ------------------------ | ------------------------ | ------------------------ | ------------------------ | ------------------------ | ------------------------ | ------------------------ | ------------------------ | ------------------------ | ------------------------ | ------------------------ | ------------------------ | ------------------------ | ------------------------ | ------------------------ | ------------------------ | ------------------------ | ------------------------ | ------------------------ | ------------------------ | ------------------------ | ------------------------ | ------------------------ | ------------------------ | ------------------------ | ------------------------ | ------------------------ | ------------------------ | ------------------------ | ------------------------ | ------------------------ | ------------------------ | ------------------------ | ------------------------ | ------------------------ | ------------------------ | ------------------------ | ------------------------ |
| 2006                     | Chip Ganassi Racing      | 42                       | Dodge                    | DAY                      | CAL                      | MXC                      | LVS                      | ATL                      | BRI                      | TEX                      | NSH                      | PHO                      | TAL                      | RCH                      | DAR                      | CLT                      | DOV                      | NSH                      | KEN                      | MLW                      | DAY                      | CHI                      | NHA                      | MAR                      | GTY                      | IRP                      | GLN 14                   | MCH                      | BRI                      | CAL                      | RCH                      | DOV                      | KAN                      | CLT                      | MEM 11                   | TEX 28                   | PHO 20                   | HOM 14                   | 68th                     | 438                      |
| 2007                     | Chip Ganassi Racing      | 42                       | Dodge                    | DAY 40                   | CAL 39                   | MXC 1                    | LVS 20                   | ATL 8                    | BRI 14                   | NAS                      | TEX 30                   | PHO 21                   | TAL 7                    | RCH 11                   | DAR 15                   | CLT 40                   | DOV 14                   | NSH                      | KEN                      | MLW                      | NHA 34                   | DAY 30                   | CHI 21                   | GTY                      | IRP                      | CGV                      | GLN 33                   | MCH                      | BRI                      | CAL                      | RCH                      | DOV                      | KAN                      | CLT                      | MEM                      | TEX                      | PHO                      | HOM                      | 36th                     | 1689                     |
| 2008                     | Chip Ganassi Racing      | 40                       | Dodge                    | DAY                      | CAL                      | LVS                      | ATL                      | BRI                      | NSH                      | TEX                      | PHO                      | MXC                      | TAL                      | RCH                      | DAR                      | CLT                      | DOV                      | NSH                      | KEN                      | MLW                      | NHA                      | DAY                      | CHI                      | GTY                      | IRP                      | CGV                      | GLN                      | MCH                      | BRI                      | CAL                      | RCH                      | DOV                      | KAN                      | CLT                      | MEM                      | TEX 15                   | PHO                      |                          | 86th                     | 230                      |
| 2008                     | Chip Ganassi Racing      | 42                       | Dodge                    |                          |                          |                          |                          |                          |                          |                          |                          |                          |                          |                          |                          |                          |                          |                          |                          |                          |                          |                          |                          |                          |                          |                          |                          |                          |                          |                          |                          |                          |                          |                          |                          |                          |                          | HOM 17                   | 86th                     | 230                      |

### 24 Horas de Le Mans
| Ano  | Equipe            | Co-pilotos                 | Carro                 | Classe | Voltas | Pos. | Class Pos. |
| ---- | ----------------- | -------------------------- | --------------------- | ------ | ------ | ---- | ---------- |
| 2018 | United Autosports | Hugo de Sadeleer Will Owen | Ligier JS P217-Gibson | LMP2   | 365    | 7º   | 3º         |

## Vitórias por equipe
- Williams: 4
- McLaren: 3